# Ляльковий театр Бая-Маре
Ляльковий театр Бая-Маре (рум. Teatrul de Păpuşi Baia Mare) — ляльковий театр у румунському місті Бая-Маре. 

## Загальні дані
Ляльковий театр Бая-Маре міститься за адресою: 
вул. Дачія, буд. 3, м. Бая-Маре (Румунія).
Керівник закладу — Аурел Куку (Aurel Cucu).

## З історії театру
Ляльковий театр у Бая-Маре був заснований 1 червня 1956 року під покровительством (у складі) місцевого драматичного театру.
Театр відкрився прем'єрним показом вистави Căsuţa din câmpie (режисер Mihai Crişan, сценографія Ella Conovici), що відбувся 30 грудня 1956 року.
До 1961 року бая-марські лялькарі містилися в міському драмтеатрі, поки не отримали приміщення по вулиці Дачія, 3 (у минулому Будинок Армії). 
1982 року будівля театру зазнала пошкоджень внаслідок руйнівної пожежі, але за два роки (1984) трупа лялькарів відновила виступи в цьому місці.  
У жовтні 1995 року ляльковий театр Бая-Маре нарешті відособився від місцевого драматичного театру, і розпочав роботу під керівництвом Аурела Куку. Одним із засновників окремого лялькового театру став режисер Мірча Крішан (Mircea Crişan), а провідними діячами колективу — Еужен Кампеану (Eugen Câmpeanu), Александру Моциран (Alexandru Mociran), Корнеліу Уця (Corneliu Uţă).

## Репертуар і діяльність
У репертуарі лялькового театру Бая-Маре — постановки за найкращими творами дитячої літератури, як світової (наприклад, Брати Грімм), так і національної класики (наприклад, Йон Крянге) 
Престиж колективу бая-марських лялькарів підтверджується численними нагородами на національних і міжнародних фестивалях: Приз за найкраще виконання (Фестиваль лялькових театрів, Констанца, 1973) — за виставу Capra cu trei iezi, режисер Аристотель Апостол), також цей спектакль отримав першу премію на Міжнародному фестивалі лялькових і маріонеткових театрів у Пармі (Італія, 1978) та першу премію на фестивалі в Парижі (Франція, 1980). П'єса театру Sufletel (режисер Ілдіко Ковач, сценографія Іди Грумаз) отримала дві нагороди за інтерпретацію і приз за найкраще виконання на Міжнародному фестивалі театрів ляльок мовою есперанто (Норвегія, 1978), а п'єса Cinci fraţi minunaţi здобула визнання на тоді ще внутрішньому огляді лялькових вистав у Загребі (Хорватія, 1980).

## Джерело
стаття про Ляльковий театр Бая-Маре в Румунській Вікіпедії